# 河原林村
河原林村（かわらばやしむら）は、京都府南桑田郡にあった村。現在の亀岡市河原林町各町にあたる。

## 地理
- 河川：桂川

## 歴史
- 1889年（明治22年）4月1日 - 町村制の施行により、河原尻村・勝林島村の区域をもって発足。
- 1955年（昭和30年）1月1日 - 亀岡町・東別院村・西別院村・曽我部村・吉川村・薭田野村・本梅村・畑野村・宮前村・大井村・千代川村・馬路村・旭村・千歳村・保津村と合併して亀岡市が発足。同日河原林村廃止。